# Dariusburst
Dariusburst (ダライアスバースト?, Daraiasubāsuto) è uno sparatutto a scorrimento del 2009 sviluppato da Pyramid e pubblicato da Taito per PlayStation Portable.
La colonna sonora del gioco è realizzata da Zuntata. Il gioco ha ricevuto una conversione per iOS dal titolo Dariusburst: Second Prologue.